# Conférence Olivaint
La Conférence Olivaint è la più antica e una delle più private società studentesche francesi, fondata nel 1874. Il suo scopo è educare i suoi membri alla vita pubblica. Come indica il nome, la sua attività principale è organizzare conferenze settimanali con personaggi importanti della vita pubblica francese.. È composto da giovani sotto i 30 anni (branche Jeunes) e da un ramo degli alunni (branche Anciens).
Il modello della Conferenza Olivaint è stato ripreso in Belgio dove c'è la "Conferenza Olivaint del Belgio" dal 1954.

## Storia
La Conferenza di Olivaint fu creata nell'autunno del 1874 dai Gesuiti. Il nome si ispira da padre Pierre Olivaint, superiore dei Gesuiti della rue de Sèvres, che fu giustiziato dai comunardi il 26 maggio 1871 insieme ad altri cinquanta ostaggi. Queste esecuzioni furono una risposta alla repressione di Versailles durante la "Semaine sanglante" (Settimana del sangue) del Comune di Parigi.
Padre Olivaint desiderava formare i giovani alla vita pubblica e politica: "Se si è spinti verso la carriera politica, è importante che si occupi uno dei primi posti. In un periodo di rivoluzione, è necessario, attraverso la conoscenza, il carattere e l'indipendenza, elevarsi al di sopra di tutti i partiti, per vedere solo gli interessi del Paese e dedicarsi alla sua salvezza", ha detto.
L'obiettivo della Conferenza Olivaint era quello di reclutare i giovani della congregazione di Rue de Sèvres e prepararli a diventare i difensori degli interessi della Chiesa e del Paese. 
Dalla sua creazione, la seduta del mercoledì è una tradizione della Conferenza Olivaint. L'ospite faceva un discorso generale, spesso con forti connotazioni politiche o morali. 
La Conferenza Olivaint ha beneficiato dell'ultramontanismo. In effetti, Papa Pio IX e in seguito Papa Leone XIII diedero alla Conferenza Olivaint la loro benedizione apostolica, insistendo sul ruolo specifico che questa organizzazione svolgeva secondo loro. L’hanno descritta come "d’interesse generale per la società "
Dopo la prima guerra mondiale, la Conferenza si aprì e divenne un forum per uomini di tutte le classi come Georges Bidault e Robert Schuman. Durante la seconda guerra mondiale, tutti i membri si unirono alla lotta, metà dalla parte della Resistenza e metà come collaboratori.
Dopo la guerra, la maggioranza dei membri si è rivolta alla democrazia cristiana ed è stata fortemente europeista. Nel 1968, la Conferenza fu secolarizzata sotto la presidenza di Laurent Fabius (settore giovanile) e Hervé de Charette (ramo degli alunni). Durante gli anni '80, molti giovani furono reclutati nello staff di François Mitterrand da alunni come Jacques Attali e Hubert Védrine. Negli ultimi anni, la Conferenza ha iniziato ad emergere dal suo tradizionale segreto e ha permesso di fare più luce sulle sue attività.
Originariamente destinata a un pubblico maschile, la Conferenza Olivaint diventa più femminile negli anni ‘50 e elegge la sua prima presidente Angéline Arrighi nel 1970. Oggi, l'associazione si sta avvicinando alla parità. Per esempio, per il mandato 2021-2022, l'associazione ha reclutato una maggioranza di membri donne (51%). Nel 2022, l'associazione contava il 40% di membri donne.
Il 26 maggio 2021, l'associazione ha commemorato il 150º anniversario del Comune e della morte di padre Olivaint in un evento che ha riunito i due settori della Conferenza.

## Funzionamento
L'assunzione di nuovi membri della Conferenza Olivaint avviene attraverso un processo basato sullo studio preliminare di una cartella (che comprende una lettera di motivazione e un curriculum vitae) e, successivamente, su un colloquio individuale con i responsabili dell'assunzione della Conferenza Olivaint.
Dopo tre anni, i membri del settore Giovani riconosciuti per il loro coinvolgimento nell’associazione possono accedere al settore Alumni.
Il settore Giovani è composto da una grande maggioranza di studenti e da una minoranza di membri attivi. Il limite di età per candidarsi alla Conferenza Olivaint è fissato a 30 anni, secondo gli statuti.
Tra gli studenti, nel 2022, circa un quarto degli studenti vengono da Sciences Po Paris, un quarto da Assas, un quarto dalla Sorbona. L'ultimo quarto è composto da studenti dell'ICP, da scuole di business (HEC, ESSEC, ESCP,...), scuole di ingegneria (ENSAE, CentraleSupélec, Polytechnique...), dei normaliens (ENS e ENS Cachan), scuole di comunicazione (CELSA, ISCOM), Sciences Po Lille, Nanterre, Ecole du Louvre e Dauphine.
Ogni anno, alle liste presentate durante le elezioni viene assegnato un nome, che deve essere unico. La lista eletta diventa il consiglio in attività. Dal giugno 2022, l'associazione è diretta dall'Ufficio "Simone Weil "

## Attività
L'attività principale della Conferenza Olivaint è l'organizzazione di conferenze settimanali con personalità del mondo della politica e della società civile. Sebbene queste conferenze siano aperte al pubblico, la tradizione vuole che si mantenga la confidenzialità su ciò che viene detto durante queste conferenze. Le conferenze sono organizzate a Parigi e spesso si svolgono presso Sciences Po, l'Institut Catholique de Paris, il Cercle France-Amériques o la Sorbona. Delle masterclass, uscite ed eventi interni completano la formazione offerta.
L’altra tradizione è la formazione all’arte oratoria. Ogni conferenza settimanale è preceduta da un dibattito e da un ritratto dell'ospite. Dal 1947, i corsi d’arte oratoria sono tenuti da degli avvocati. Jacques Pradon, Mario Stasi e Olivier Schnerb si sono succeduti come consulenti d’arte oratoria della Conferenza Olivaint. Dal 2017, François Martineau e Antoine Vey riempiono questa posizione. 
Dal 2008, la Conferenza Olivaint organizza, in collaborazione con la Conferenza degli Avvocati di Parigi, la "Joute des Conférences", un concorso annuale d’arte oratoria. I dibattiti di questo concorso si sono svolti nel 2012 a Sciences Po Paris, nel 2013 nella sala delle aste del Palazzo di Giustizia, nel 2014 al Consiglio di Stato, nel 2015 nella Bibliothèque de l'Ordre du Barreau de Paris al Palazzo di Giustizia sotto la presidenza del Bâtonnier Christian Charrière-Bournazel, nel 2016 all'Assemblea Nazionale sotto la presidenza del Ministro Marylise Lebranchu e nel 2017 all'Hôtel de Harlay sotto la presidenza del Ministro Hervé de Charette.
Il 2018 fa eccezione, perché la Joute des Conférences non ha avuto luogo.
Riprenderà nel 2019 presso la Biblioteca dell'Ordine degli Avvocati di Parigi sotto la presidenza di Antoine Vey.
A causa della pandemia, la tenuta dei dibattiti è stata sospesa nel 2020. Alla fine è stata rinviata all'autunno del 2021 e si è svolta nel municipio del XVI arrondissement, mentre la Biblioteca dell'Ordine degli Avvocati di Parigi ha ospitato l'edizione 2021 nel maggio 2022. La prossima edizione si terrà nell'autunno del 2022.
Nel 2017, la Conferenza Olivaint ha creato il Premio di eloquenza Olivier Schnerb in omaggio al suo defunto consigliere oratoriale. 
La Conferenza Olivaint organizza anche ogni anno:
Un convegno aperto al pubblico:
- nel 2006 presso l'Istituto del Mondo Arabo sul tema dell'integrazione.
- nel 2007 all'Assemblea nazionale sul tema dell’educazione superiore.
- nel 2008 presso l'Istituto di studi politici di Parigi sul tema dell'immigrazione.
- nel 2009 all'Assemblea Nazionale sul tema "Decisione e potere nella società francese " .
- nel 2010 all'Assemblea Nazionale sul tema "La Francia di fronte alle riforme politiche".
- nel 2011 al Senato sul tema "Risorgere l'Europa".
- nel 2012 presso il Municipio del V arrondissement di Parigi sul tema "La gioventù francese nel 2012".
- nel 2013 a Science Po sul tema: "Stimolare la creatività dei giovani".
- nel 2014 all'Assemblea nazionale sul tema: "Ripensare la governanza globale, perché? Con chi? Come?" in collaborazione con l'Assemblée des Jeunes Francophones pour les Organisations Internationales (AJFOI).
- nel 2015 all'Assemblea Nazionale sul tema: "Riformare la Francia".
- nel 2016 all'ENS sul tema: "Ritratto di una Francia in guerra".
- nel 2017 al Senato sul tema: "Donne e potere".
- nel 2018 all'Assemblea Nazionale sul tema: "La difesa francese: un affare militare unico?
- nel 2019 alla Sorbona sul tema: "(R)ivoluzione Numerica: tra minaccia e progressi".
- nel 2021 all'Istituto degli Studi Politici di Parigi sul tema: "Impadronarsi della laicità".
- nel 2022 all'Accademia del clima sul tema: "Lo Stato e il cambiamento climatico".

Un viaggio di studio all'estero (Argentina e Uruguay nel 2005, Ucraina nel 2006, Turchia nel 2007, Stati Uniti nel 2010, Kosovo nel 2011, Cina nel 2012, Tunisia nel 2013, Iran nel 2014, Russia nel 2015, Grecia nel 2016, Libano, Vaticano, Italia nel 2017, Romania nel 2019, Senegal nel 2022), in cui i membri della Conferenza incontrano personalità politiche del Paese visitato.
Nel 2021, a causa della pandemia, il viaggio di studio si è svolto sull'isola di Port-Cros, un'isola sulla quale la Conferenza Olivaint ha organizzato seminari internazionali dalla fine della seconda guerra mondiale fino alla fine degli anni '70.
Un concorso di novelle politiche. I temi più recenti sono stati: "Courage fuyons!" (2011), "Sans culottes" (2012), "Baisers voilés" (2013), "Vivre Debout" (2014), "Utopia" (2017), "Désir "en (2022).
Il Forum di Weimar che riunisce giovani studenti tedeschi, polacchi e francesi in un convegno internazionale. Nel 2017, il forum si è svolto all'Assemblea Nazionale sul tema del digitale e dell'Europa sotto l'alto patronato del Primo Ministro Jean-Marc Ayrault e della Commission Supérieure du Numérique et des Postes.
La Conferenza Olivaint beneficia di una rete di partner solida e duratura. Si affida a università e istituzioni come ad altre entità francesi e internazionali che condividono i suoi valori di indipendenza, audacia ed eloquenza e che sono in linea con il suo interesse per la vita pubblica. 
La Conferenza Olivaint conta tra i suoi partner storici Sciences Po Paris, l'Università Panthéon-Sorbonne, l'Institut Catholique de Paris, l'INALCO, lo Studentenforum im Tönissteiner Kreis, il Cercle France-Amériques e l'Institut de France. Alcuni partenariati hanno anche finalità più temporanee, come quello stabilito nel 2014 con la Canadian University Debating Society per la partecipazione a vari tornei; questo progetto ha permesso l'invio di una delegazione di Olivaint a Montréal per il Canadian National Debating Championship e l'accoglienza di una delegazione canadese a Parigi.

## Alumni
Anche se ha un consiglio eletto, l'associazione alumni della Conferenza Olivaint ha poche attività e consiste principalmente in una rete informale.
Politici
- Laurent Fabius, ex primo ministro e presidente dell'Assemblea nazionale.
- Jean-Louis Bourlanges, membro dell'Assemblea nazionale, ex membro del Parlamento europeo, vicepresidente del partito UDF.
- Jean-Pierre Chevènement, ex ministro degli interni e candidato alla presidenza.
- Dominique Perben, ex ministro della Giustizia e attuale ministro dei trasporti.
- Jean-François Deniau, eroe di guerra, diplomatico, ex ministro, attivista per i diritti umani e membro dell'Académie française.
- Jacques Attali, ex consigliere speciale di François Mitterrand e presidente della BERS.
- Hubert Védrine, ex capo dello staff di François Mitterrand e ministro degli Esteri.
- Hervé de Charette, ex ministro degli esteri.
- Michel Barnier, ex ministro degli Esteri e membro della Commissione europea.
- Frédéric Mitterrand, giornalista, scrittore, ministro francese della cultura e della comunicazione e nipote di François Mitterrand.
- Arnaud Montebourg, ex ministro dell'industria francese.
- Éric Woerth, ex ministro delle finanze.
- Mounir Mahjoubi, segretario di stato responsabile degli affari digitali
- Michel Charasse, membro del Consiglio costituzionale di Francia
- François d'Aubert
- Alain Poher, ex presidente della Francia
- Jean-Noël Jeanneney
- Dominique Perben, ex ministro della giustizia
- Michel Vauzelle, ex ministro degli interni
- René Pleven
- Robert Schuman, ex ministro degli esteri
- Georges Bidault

Membri della società civile
- Jacques Attali, scrittore.
- Raphaël Enthoven, filosofo.
- Isabelle Huppert, attrice cinematografica.
- Érik Orsenna, scrittore, membro dell'Académie française.
- Jean-François Deniau, scrittore.
- Michel Bon, uomo d'affari, ex CEO di France Télécom.
- Philippe-Joseph Salazar, filosofo e retore.
- Vincent Chauvet, giornalista.
- Christine Ockrent, ancora di cronaca.
- Paul Michaux, chirurgo.
- François Zimeray, diplomatico.